# NGC 2307
NGC 2307 (другие обозначения — ESO 87-45, AM 0648-641, IRAS06485-6416, PGC 19648) — спиральная галактика с перемычкой (SBb) в созвездии Летучей Рыбы. Открыта Джоном Гершелем в 1834 году. В морфологическом атласе галактик де Вокулёра галактика служит образцом галактики типа SB(rs)ab. Галактика NGC 2307 образует разделённую пару с NGC 2305 с общим названием RR 143, расстояние между галактиками составляет как минимум 51 кпк. Обе галактики испускают рентгеновское излучение.
Этот объект входит в число перечисленных в оригинальной редакции «Нового общего каталога».